# Randan
 Randan  es una población y comuna francesa, situada en la región de Auvernia, departamento de Puy-de-Dôme, en el distrito de Riom y cantón de Randan.

## Demografía
| 1275 | 1250 | 1344 | 1438 | 1429 | 1360 |
| Para los censos de 1962 a 1999 la población legal corresponde a la población sin duplicidades (Fuente: INSEE [Consultar]) |      |      |      |      |      |

### Monumentos y lugares turísticos
- El Castillo de Randan- en francés: Domaine Royal de Randan.
- El Monumento a los Muertos firmado por el escultor Eugène Benet y la fundición Durenne